# Dylan Everett

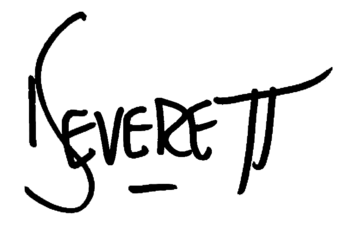
Unterschrift von Dylan Everett

Dylan Everett (* 24. Januar 1995 in Ontario, Kanada) ist ein kanadischer Schauspieler. Er wurde bekannt durch seine Rollen in How to Be Indie – Wie ich lerne, ich zu sein und Highschool Halleluja.

## Leben
Everett begann seine Schauspielkarriere im Alter von zehn Jahren mit der Rolle des Streeter in der kanadischen Kinderserie The Doodlebops. Danach spielte er Rollen in Filmen wie The Devil’s Mercy und Booky & the Secret Santa sowie Frühstück mit Scott und Die Puppen tanzen. Im Alter von dreizehn spielte er Big Ben Serie The Latest Buzz. Seinen Durchbruch schaffte er im Jahr 2009 mit der Rolle des Marlon Parks in der Serie How to Be Indie – Wie ich lerne, ich zu sein. Ab 2010 spielte er die Hauptrolle des Carl Montclaire in der kanadischen Sitcom Highschool Halleluja. Seit Sommer 2012 hat er in der Jugendserie Degrassi: The Next Generation die Rolle des Zehntklässlers Campell Saunders inne.

## Filmografie

### Serien
- 2005–2006: The Doodlebops
- 2007: The Dresden Files
- 2007: Booky & the Secret Santa
- 2008: Teen Buzz
- 2009: Booky’s Crush
- 2009–2011: How to Be Indie – Wie ich lerne, ich zu sein (How to Be Indie)
- 2010–2012: Highschool Halleluja
- 2012: Allein unter Jungs (Life with Boys, 1 Folge)
- 2012–2013: Degrassi: The Next Generation
- 2013, 2015: Supernatural (2 Folgen)

### Filme
- 2007: Frühstück mit Scott
- 2008: The Devil’s Mercy
- 2009: Cooper’s Camera
- 2009: Fading Fast
- 2012: Beste FReinde (Frenemies, Fernsehfilm)
- 2017: Undercover Grandpa
- 2018: Seven in Heaven
- 2020: Clouds

## Auszeichnungen
- 2008: Nominiert für den Young Artist Award
- 2009: Nominiert für den Young Artist Award
- 2009: Nominiert für den Gemini Award
- 2011: Nominiert für den Young Artist Award